# (36008) 1999 NH32
1999 NH32 (asteroide 36008) é um asteroide da cintura principal. Possui uma excentricidade de 0.16193020 e uma inclinação de 6.23406º.
Este asteroide foi descoberto no dia 14 de julho de 1999 por LINEAR em Socorro.